# Bénédictines de Jésus crucifié
Les bénédictines de Jésus crucifié sont une congrégation religieuse féminine contemplative de droit pontifical.

## Histoire
La congrégation est fondée le 11 avril 1930 dans la basilique du Sacré-Cœur de Montmartre à Paris par le Père Maurice Gaucheron (1882-1951), avec Suzanne Wrotnowska en religion Mère Marie des Douleurs, pour accueillir des femmes ayant des problèmes de santé. Les premières aspirantes se forment aux Châtelets dans le noviciat des Franciscaines missionnaires de Marie. En 1933, elles s'installent au prieuré Saint-Joseph à Brou-sur-Chantereine.
Frédéric Lamy, évêque de Meaux, érige la société en union pieuse le 19 juillet 1933. Le 5 janvier 1938, le successeur de Lamy, Joseph Évrard, transforme la pieuse union en congrégation religieuse. La première succursale à l'étranger est créée en 1936 à Tournai, en Belgique, et en 1953, la première maison hors d'Europe est ouverte dans le Devon, aux États-Unis.
L'institut obtient le décret de louange le 22 avril 1950 et l'approbation définitive du Saint-Siège le 30 août 1960 ; ses constitutions sont approuvées le 24 septembre 1966.

## Activités et diffusion
La congrégation accueille principalement des personnes handicapées physiques qui se consacrent à la prière contemplative.
Elles sont présentes en France (Brou-sur-Chantereine), au Japon (Chiba-Ken) et aux États-Unis (Branford).
La maison-mère est à Brou-sur-Chantereine. 
En 2017, la congrégation comptait 73 sœurs dans 4 maisons.